# Кръвосмучещи прилепи
Кръвосмучещите прилепи (Desmodontinae) са подсемейство дребни бозайници от разред Прилепи (Chiroptera).
То включва 3 съвременни вида, обособени в три монотипни рода. Разпространени са в Америка, от Мексико на север до Чили и Аржентина на юг. 
Поради начина си на хранене (известен като хематофагия) са наричани и прилепи-вампири, по подобие на митичните същества вампири, за които има и поверие, че могат да се превръщат в прилепи, въпреки че европейските прилепи не пият кръв.

## Хранене
Кръвосмучещите прилепи са нощни животни. Хранят с кръв на бозайници и птици. Комуникират и намират плячката си чрез ехолокация, използвайки големите си уши и летят с видоизменените си в крила предни крайници. Предпочитат да нападат животни, които са относително неподвижни, а най-вече - спящи. Когато намери целта си, прилепът-вампир използва гънка на лицето си, чиято температура е винаги с 9 градуса Целзий по-ниска от тази на останалата му част, която му служи за да се ориентира за местоположението на онези части на тялото на жертвата, през които кръвта тече най-близо до повърхността му. За да не събуди или раздразни жертвата, прилепът пълзи до целта, а не каца върху нея, после я захапва, пробивайки малка рана и започва да ближе изтичащата кръв (а не буквално да я изсмуква). Обикновено жертвата не усеща нищо, въпреки че прикрепването на прилепа-вампир към нея е продължително (до 30 минути той може да пие кръв без въобще да бъде забелязан, а съсирването на кръвта междувременно предотвратява, с помощта антикуагулираща съставка в слюнката си). Количеството кръв, което прилепът-вампир изпива най-честно не е достатъчно за да навреди сериозно на жертвата - например теоретично 350 такива прилепа биха могли изсмучат кръвта на човек, ако я пият заедно, а повечето от жертвите му са по-едри, например коне и крави.

## Родове
- Desmodus
- Diaemus
- Diphylla